# Xulgi

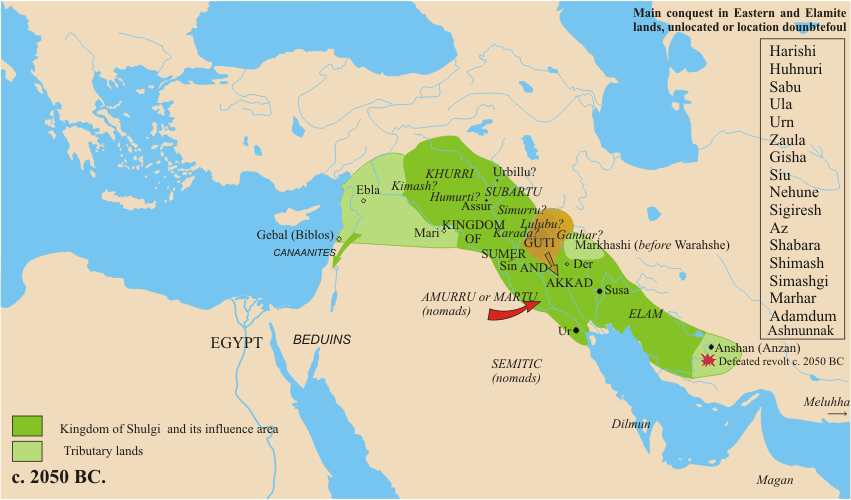
Dominis de Shulgi

Xulgi o Šulgi va ser rei d'Ur del 2094 aC al 2046 aC. Formava part de que s'anomena Tercera dinastia d'Ur a la Llista de reis sumeris. Aquesta dinastia va establir un imperi conegut com a Imperi neosumeri o Ur III, segons els historiadors.
Va ser fill i successor d'Ur-Nammu. La seva mare era una filla del rei Utukhengal d'Uruk. Va regnar 48 anys i cada any té un nom conegut.
Va iniciar un procés, que havia de durar segles, de divinització dels reis, com a déus protectors del país. El nom del rei s'anteposava a la qualificació de la divinitat, per exemple: "Xulgi és la vida del país de Sumer". Xulgi, com el seu pare, també va portar el títol de "Rei de les quatre zones del món" i de "Rei de Sumèria i Accàdia". Al seu 7è any de regnat va córrer una distància de 150 km de Nippur a Ur, el que permet considerar-lo el primer atleta de llarga distància del món. Al seu 23è any de regnat es va proclamar déu. Aquesta divinització no representava entrar al panteó dels grans déus, sinó més aviat com a déu personal d'un territori, que feia d'intermediari amb els déus superiors. Se li construïen temples dedicats, se li oferien sacrificis i se'l venerava més especialment al lloc d'on era protector: "Xulgi d'Umma".
Va fer diverses expedicions a Simurrum (al Zab Inferior), Karakhar (regió de Kirkuk), Lullu (regió de Sulaymaniyya), Anxan (a l'est d'Elam), Urbilum (Arbil), Simaixki (propera a Simurrum) i d'altres. És clar que va aturar l'expansió dels hurrites que s'expandien cap al sud i així s'esmenta una expedició contra ells a les muntanyes d'Ebekh (al Jebel Hamrin).
Una filla del rei va casar amb el rei de Markhashi, l'antic Warakshe, l'any 18 del regnat del Xulgi. Una altra filla es va casar amb el rei d'Anxan l'any 31 de regnat però l'any 34è Xulgi va atacar aquest regne. Al seu 20è any va atacar també Der. El 37è any va haver de construir una muralla per defensar-se dels atacs elamites i al mateix temps va construir el gran Ziggurat d'Ur. Durant el seu regnat va millorar molt les rutes i va fer construir allotjaments a la vora dels camins on els viatgers podien beure aigua i menjar o bé passar la nit.
L'any 39 del seu regnat va fundar prop de Nippur, la ciutat de Puzrishdagan ("Sota la protecció de Dagan"), destinada a acollir els animals pels sacrificis als temples de Nippur.
El va succeir el seu fill Amar-Sin.